# Lukas Mertens
Lukas Mertens (Wilhelmshaven, 22 de março de 1996) é um jogador de handebol alemão.

## Carreira
Lukas Mertens jogou em sua juventude pelo JSG Wilhelmshaven e coroou sua carreira juvenil com o campeonato Oberliga da Associação de Handebol da Baixa Saxônia na temporada 2013/14. Mertens também jogou na seleção da Baixa Saxônia e fez parte do departamento juvenil da seleção alemã de handebol desde 2012. Com a seleção Sub-20 conquistou a medalha de prata no Campeonato Europeu Sub-20 na Dinamarca e foi eleito para o time All Star. A partir de 2013 jogou pelo Wilhelmshavener HV e em 2015 conseguiu a “temporada perfeita” com a equipe e foi promovido à 2ª Bundesliga de handebol.
Mertens mudou-se para o SC Magdeburg na Bundesliga de Handebol no verão de 2017. Com Magdeburg ele venceu a EHF European League 2021, o IHF Super Globe 2021 e o Campeonato Alemão de 2022. Em 2022 defendeu o título no IHF Super Globe 2022 com o SCM. Com o SCM venceu a EHF Champions League 2022/23 na final contra o KS Kielce 30:29 após prolongamento. No IHF Super Globe 2023, ele venceu o Campeonato Mundial de Clubes pela terceira vez consecutiva. Em 2024 conquistou a Copa DHB e o campeonato alemão com o SCM.
Na Copa do Mundo de 2023 alcançou o 5º lugar com a seleção alemã. A equipe apresentou uma melhora no desempenho em relação aos últimos grandes torneios, que foram influenciados pela pandemia de COVID-19, com Mertens marcando 27 gols. Nos Jogos Olímpicos de Verão de 2024, em Paris, conquistou a medalha de prata no torneio masculino do handebol, após confronto na final contra a equipe dinamarquesa.